# Эластичность спроса

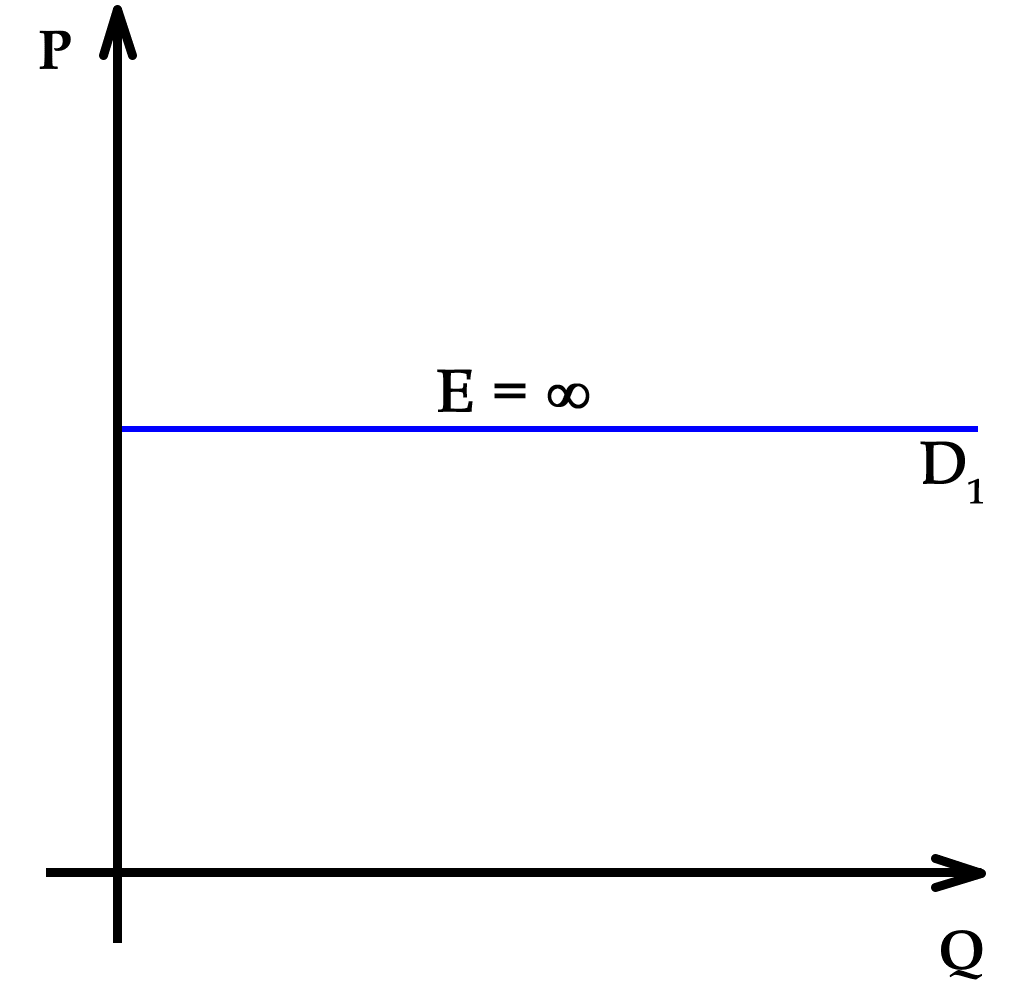
Эластичный спрос

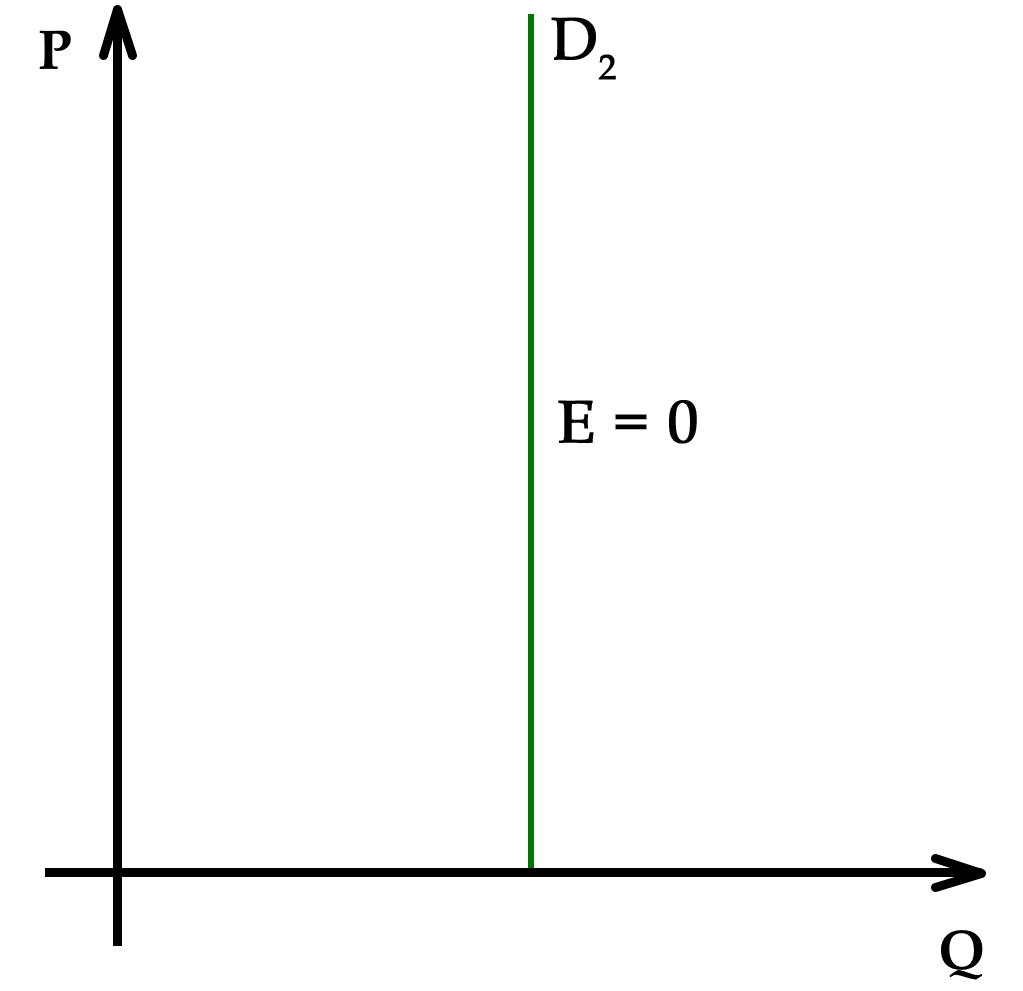
Неэластичный спрос

Эласти́чность спро́са позволяет почти точно измерить степень реакции покупателя на изменение цен, уровня доходов или других факторов. Рассчитывается через коэффициент эластичности.
Показывает отношение изменения значения функции Y в расчете на единицу относительного изменения аргумента Х.  Независимые переменные: 1) цена данного товара 2) цены всех других товаров 3) доходы.

## Виды эластичности
Различают эластичность спроса по цене, эластичность спроса по доходу, а также перекрёстную эластичность по цене 2-х товаров.

### Эластичность спроса по цене
Эластичность спроса по цене показывает, на сколько процентов изменится величина спроса при изменении цены на 1 %.
Эластичность спроса по цене повышают следующие факторы:
- Большое количество товаров-конкурентов или товаров-заменителей;
- Резкое и заметное для покупателя изменение уровня цен;
- Осведомленность покупателей о рынке интересующих их товаров;
- Достаточное количество времени на выбор товара;
- Высокий удельный вес товара в расходах потребителя.

На эластичность спроса влияют сроки хранения и особенности производства. Совершенная эластичность спроса характерна для товаров в условиях совершенного рынка, где никто не может повлиять на его цену, следовательно, она остаётся неизменной. Для подавляющего большинства товаров зависимость между ценой и спросом обратная, то есть коэффициент получается отрицательным. Минус обычно принято опускать и оценка производится по модулю. Тем не менее, встречаются случаи, когда коэффициент эластичности спроса оказывается положительным — например, это характерно для товаров Гиффена. Существенно также и то, повышается или понижается цена: эластичность при этом может отличаться.
Товары с эластичным спросом по цене:
- Предметы роскоши: драгоценности, деликатесы
- Товары, стоимость которых ощутима для семейного бюджета: мебель, бытовая техника
- Легкозаменяемые товары: мясо, фрукты

Товары с неэластичным спросом по цене:
- Предметы первой необходимости: лекарства, обувь, электричество и другие источники энергии
- Товары, стоимость которых незначительна для семейного бюджета: карандаши, зубные щётки
- Труднозаменяемые товары: хлеб, электрические лампочки, бензин

#### Точечная эластичность спроса по цене
Точечная эластичность спроса по цене рассчитывается по следующей формуле:

{\displaystyle E_{P}^{D}={\frac {\Delta Q/Q}{\Delta P/P}},}

где верхний индекс {\displaystyle D} означает, что это эластичность спроса, а нижний индекс {\displaystyle p} говорит о том, что это эластичность спроса по цене (от англ. Demand — спрос и Price — цена; Quantity — количество, величина <продаж>). То есть эластичность спроса по цене показывает степень изменения спроса в ответ на изменение цены на товар. Значение обычно получается отрицательным, поскольку, как следует из закона спроса, с ростом цены спрос на товар уменьшается.
В зависимости от этих показателей различают:
| Совершенно неэластичный спрос | {\displaystyle E_{P}^{D}=0}           | спрос не меняется при изменении цены: товары первой необходимости                                                                    |
| Неэластичный спрос            | {\displaystyle -1<E_{P}^{D}<0}        | спрос изменяется меньше, чем цена: товары повседневного спроса или не имеющие замены                                                 |
| Единичная эластичность спроса | {\displaystyle E_{P}^{D}=-1}          | спрос изменяется пропорционально цене (в противоположных направлениях)                                                               |
| Эластичный спрос              | {\displaystyle -\infty <E_{P}^{D}<-1} | спрос изменяется больше, чем цена: товары имеют замену либо не играют важной роли для потребителя                                    |
| Совершенно эластичный спрос   | {\displaystyle E_{P}^{D}=-\infty }    | спрос изменяется на конечную величину при бесконечно малом изменении цены: спрос очень зависим даже от незначительных колебаний цены |

#### Дуговая эластичность спроса по цене
В случаях, когда изменение цены и/или спроса значительные (более 5 %), принято рассчитывать дуговую эластичность спроса:

{\displaystyle E_{P}^{D}={\frac {\Delta Q/{\overline {Q}}}{\Delta P/{\overline {P}}}},}

где {\displaystyle {\overline {Q}}} и {\displaystyle {\overline {P}}} — средние значения соответствующих величин. 

То есть, при изменении цены от {\displaystyle P_{1}} до {\displaystyle P_{2}} и объёма спроса с {\displaystyle Q_{1}} до {\displaystyle Q_{2}}, среднее значение цены будет составлять {\displaystyle {\overline {P}}={\tfrac {P_{1}+P_{2}}{2}}},а среднее значение спроса {\displaystyle {\overline {Q}}={\tfrac {Q_{1}+Q_{2}}{2}}}

### Эластичность спроса по доходу
Эластичность спроса по доходу показывает, на сколько процентов изменится величина спроса при изменении дохода на 1 %.
Она зависит от следующих факторов:
- Значимость товара для бюджета семьи.
- Является ли товар предметом роскоши или предметом первой необходимости.
- Консерватизм во вкусах.

Измерив эластичность спроса по доходу, можно определить, относится ли данный товар к категории нормальных или малоценных.
Основная масса потребляемых товаров относится к категории нормальных. С ростом доходов мы больше покупаем одежду, обувь, высококачественные продукты питания, товары длительного пользования.
Есть товары, спрос на которые обратно пропорционален доходам потребителей. К ним относятся: вся продукция секонд-хенд и некоторые виды продовольствия (дешёвая колбаса, приправа).
Математически эластичность спроса по доходу может быть выражена следующим образом:

{\displaystyle E_{I}^{D}={\frac {\Delta Q/Q}{\Delta I/I}},}

где верхний индекс {\displaystyle D} означает, что это эластичность спроса, а нижний индекс {\displaystyle I} говорит о том, что это эластичность спроса по доходу (от английских слов Demand — спрос и Income — доход). То есть эластичность спроса по доходу показывает степень изменения спроса в ответ на изменение доходов потребителей.
В зависимости от свойств благ эластичность спроса на эти блага по доходу может быть различной. Классификация благ по значениям {\displaystyle E} приведена в следующей таблице:
| Нормальное (полноценное) благо | {\displaystyle E_{I}^{D}>0}   | Объём спроса увеличивается при увеличении дохода потребителя. |
| Предмет роскоши                | {\displaystyle E_{I}^{D}>1}   | Объём спроса изменяется на больший процент, чем доход. |
| Товар первой необходимости     | {\displaystyle 0<E_{I}^{D}<1} | Объём спроса изменяется на меньший процент, чем доход. То есть при увеличении дохода в определённое число раз спрос на заданный товар увеличится в меньшее число раз. |
| Неполноценное (низшее) благо   | {\displaystyle E_{I}^{D}<0}   | Объём спроса падает при увеличении дохода потребителя. Примером может служить рынок потребления перловки.                                                             |
| Нейтральное благо              | {\displaystyle E_{I}^{D}=0}   | Нет прямой зависимости между потреблением этого блага и изменением дохода.                                                                                            |

И предметы роскоши и товары первой необходимости являются нормальными (полноценными) благами, так как условие {\displaystyle E_{I}^{D}>0} содержит оба условия, и {\displaystyle E_{I}^{D}>1}, и {\displaystyle 0<E_{I}^{D}<1}.

### Перекрёстная эластичность спроса
Это отношение процентного изменения спроса на один товар к процентному изменению цены на какой-либо другой товар. Положительное значение величины означает, что эти товары являются взаимозаменяемыми (субститутами); отрицательное значение показывает, что они взаимодополняющие (комплементы):
{\displaystyle E_{XY}^{D}={\frac {\Delta Q_{X}/Q_{X}}{\Delta P_{Y}/P_{Y}}},}
где верхний индекс {\displaystyle D} означает, что это эластичность спроса, а нижний индекс {\displaystyle XY} говорит о том, что это перекрёстная эластичность спроса, где под {\displaystyle X} и {\displaystyle Y} подразумеваются какие-то два товара. То есть перекрёстная эластичность спроса показывает степень изменения спроса на один товар ({\displaystyle X}) в ответ на изменение цены другого товара ({\displaystyle Y}).
В зависимости от значений, принимаемых переменной {\displaystyle E}, различают следующие связи между товарами {\displaystyle X} и {\displaystyle Y}:
| Товары субституты                | {\displaystyle E_{XY}^{D}>0} | Потребители теоретически могут заменить потребление товара {\displaystyle X} на потребление товара {\displaystyle Y}. Например, две марки стирального порошка.                                           |
| Комплементарные блага            | {\displaystyle E_{XY}^{D}<0} | Потребители теоретически не могут изменить потребление товара {\displaystyle X} без изменения в ту же сторону потребления товара {\displaystyle Y}. Хороший пример — это ноутбуки и комплектующие к ним. |
| Независимые друг от друга товары | {\displaystyle E_{XY}^{D}=0} | Изменение цены товара {\displaystyle Y} никак не воздействует на потребление товара {\displaystyle X}.                                                                                                   |